# 개보리뺑이
개보리뺑이(학명: Lapsanastrum apogonoides)는 두해살이풀의 하나이다. 잎은 뿌리 근처로부터 사방으로 뻗어나와 땅바닥에 붙어 있는 로제트 모양을 하고 있는데, 하나하나의 잎은 깃꼴로 깊이 갈라져 있다. 이른 봄부터 비스듬히 뻗는 가는 꽃줄기에 노란색 설상화들이 모인 작은 두상화가 피어난다. 주로 논·밭에서 자라는데 한국에서는 제주도 및 남부 지방에 분포하고 있다.